# Toponímia
La toponímia (del grec τόπος topos, 'lloc', i ὄνομα ónoma, 'nom') és el conjunt de topònims, és a dir, noms d'indret, de lloc.
També s'anomena toponímia aquella branca de l'onomàstica que estudia els topònims o noms propis de lloc; en aquest segon sentit s'empra també el terme toponomàstica. Està íntimament lligada a la recerca etimològica i a l'evolució d'aquesta mena de noms.
En sentit estricte, la toponímia es refereix a localitats, siguin municipals o submunicipals. Es parla de macrotoponímia, toponímia major o coronímia en referència als corònims, és a dir, a topònims de continents, països, regions, comarques, etc. Hom parla de microtoponímia o toponímia menor pel que fa a elements concrets per sota del nivell de nucli habitat, tals com vies públiques (hodònims), fonts, rieres, turons, etc. Emperò, aqueixes distincions a voltes són molt relatives, i molt sovint els diversos tipus de topònim s'estudien conjuntament.
L'estudi de la toponímia d'un país pot respondre a diversos interessos. El més simple seria satisfer la curiositat d'unes persones o d'un poble per l'origen del nom dels llocs on viuen o que els envolten. En geografia, la toponímia pot donar informació útil sobre diversos aspectes d'una zona, com ara el relleu, la flora, la fauna, etc., i pot ajudar a delimitar la separació entre dues zones geogràfiques (per exemple, entre la Franja de Ponent i l'Aragó de parla castellana). Per als historiadors, és una font d'informació sobre els pobles que hi han viscut anteriorment, i sobre el passat de l'indret en general. A Catalunya, per exemple, conviuen topònims d'origen iber, púnic, celta, romà, germànic, àrab i català. En lingüística, a més de l'etimologia, la toponímia aporta dades sobre l'evolució fonètica d'una llengua, etc.
La microtoponímia té com a objectiu l'estudi dels topònims en un àmbit geogràfic restringit (un poble, una vall, una muntanya…), i va a cercar tota mena de topònims locals: fonts, camins, masies, camps, etcètera. És la font dels reculls de topònims locals o municipals.

## Toponímia catalana
Els topònims catalans provenen de moltes llengües: ibèrica, celta, llatina, germànica, àrab, púnica, etc.
- Com a topònims ibèrics, hi ha Lleida (Segrià), que prové del mot Iltirda o Iltirta (passat a Ilerda pels romans i a Larida pels àrabs) (il- significava ‘ciutat’: Iluro ‘Mataró’ o ‘Cabrera de Mar’); Barcelona, de Barkeno (en llatí Barcino, després Barcinona i d'aquí la forma actual); Tossa de Mar (Selva), de la forma Iturissa; etc. Alguns potser són anteriors als ibers: Segarra (comarca; hi ha una làpida romana als Prats de Rei (Anoia) que diu municipium sigarrens), i potser Salauris > Salaur > Salou (Tarragonès).
- Els púnics poden haver deixat topònims com Maó (Menorca), per alguns provinent del cabdill cartaginès Mago o Magonis i per altres autors com Joan Coromines amb un origen més aviat indoeuropeu, i sobretot Eivissa, herència d'Ebessus o Ebussus, potser 'illa de pins' o 'illes de pins' o 'illa de Bes' (déu de la hilaritat).
- Els grecs han deixat Empúries i Empordà (contrada), que prové d'emporion ‘mercat’, o Roses (Alt Empordà), que prové de la colònia grega de Rode, fundada per massaliotes.
- Els celtes van passar per terres catalanes, però sembla que no s'hi van establir. Els topònims acabats en -ac semblen celtes (n'hi ha molts a Occitània, al sud de França); d'aquí Vulpellac (Baix Empordà), Tarerac (Conflent) o Llorac (Conca de Barberà). Potser també Besalú (Garrotxa). Una possible explicació és que bisuldunum significa ‘fortalesa entre rius' (encara es conserva el pont fortificat gòtic; segurament abans n'hi havia un altre), ja que dunum o dunon potser significa ‘turó’ i/o ‘fortalesa aturonada’. Altres hipòtesis el fan provenir del gal -llengua també cèltica- Besendunum (documentat Sebendunum). Cal tenir present que alguns parlars celtes usaven el mot briga per a indicar ‘fortificació’ (Vallabriga dona Vall-llobrega (Baix Empordà). Semblantment, s'ha apuntat[1] que Berga també podria provenir de briga encara que més versemblantment pugui provenir de berg ('muntanya').
- Els pobles pirinencs (Pallars, Ribagorça, etc.) parlaven una llengua poc o molt emparentada amb l'antic basc (Joan Coromines considera que és bascònic, encara que sovint empra l'expressió ibero-basc o basco-aquitànic, i fins i tot ibero-basco-aquitànic. El debat sobre el tema és més aviat formal, davant l'evidència de les clares relacions entre els parlars èuscars pirinencs). D'aquests parlars, venen Benavarri (Ribagorça) (de significat incert) o Sort (Pallars Sobirà) i el Pont de Suert (Alta Ribagorça), emparentats amb el basc zubi ‘pont’.
- Com que el català prové del llatí, també hi ha força topònims romans, com Vic (Osona), del mot vicus (que acompanyava el nom antic de la ciutat, Ausa); Reus (Baix Camp), de reddis, ‘xarxes'; Prenafeta (Conca de Barberà) i Torrefeta (Segarra), de pinna fracta, ‘roca trencada’ i torre fracta, ‘torre trencada’; Piera, d'Apiaria, 'abellars'.
- De topònims provinents del germànic (concretament, del visigot), en català hi ha la Geltrú (Garraf), Castell de l'Areny, en rigor castell d'Alareny (Berguedà), Marcovau (Noguera) o Manlleu (Osona), provinents de Wisaltrud (nom de dona), Athalasind (nom d'home), Marchoald (nom d'home) i Manileub (nom d'home). S'ha proposat que Campdevànol (Ripollès) significa 'camp de vàndals' (possible campament d'aquesta tribu germànica), però Joan Coromines creu que prové de camp d'Avàndal (on Avàndal és un nom d'home).
- Com a topònims àrabs hi ha, entre d'altres, Altafulla (Tarragonès), provinent de l'expressió al-tahuila ‘la peça de terra’; Bràfim (Alt Camp), del nom propi Ibrahim; la Pobla de Mafumet (Tarragonès), del nom propi Mohamet; Calaf (Anoia), del nom propi Halaf, etc. La majoria (però no necessàriament tots) dels topònims que comencen per vin- o per beni- o bini- són àrabs (beni- o bini-, de l'àrab clàssic bāni, significa 'fills de', i el que ve després sol ser un nom de persona o un llinatge): Benifallet (Baix Ebre), Benissanet (Ribera d'Ebre), Benicarló (Baix Maestrat), Benifassà (Baix Maestrat), Benicàssim (Plana Alta), Binissalem (Mallorca), Biniali (Menorca), Binibéquer (Menorca), Binamussa (Eivissa), Vinganya (Segrià), Vinebre (Ribera d'Ebre), Vinaixa (Garrigues), Vinaròs (Baix Maestrat), etc. Altres municipis són: Aitona, Alcanó, Alcarràs, Alcoletge, Alcover, Alfarràs, Alfés, Alfara de Carles, Alforja, Alguaire, Alió, Almacelles, Almatret, Almenar, Almoster (tot i que conté el mot llatí monasteriu, 'monestir'), Alpicat, Batea, Belianes, Bot, Bovera, Cabacés, Calafell, el Lloar, Gelida, Jafre, Juneda, l'Aldea, l'Aleixar, la Fatarella, la Pobla de Massaluca, la Sénia, les Borges Blanques, Margalef, Masquefa, Massalcoreig, Mediona, Miravet, Sant Carles de la Ràpita, Sant Quintí de Mediona, Sidamon, Sudanell i Vimbodí.
- Del llatí parlat en terres valencianes i balears va sorgir el mossàrab. D'aquest parlar, tenim topònims com Montuïri (Mallorca) (del llatí (pro)montorium), Petra (Mallorca), Campos (Mallorca), Muro (Mallorca i Alcoià), Ebo (Marina Alta), etc.

Gràcies als estudis etimològics i a la documentació antiga es coneix la història dels topònims. Amb tot, n'hi ha de foscos. Sant Feliu de Guíxols (Baix Empordà) podria provenir de Gypsela (documentat antigament), però no es pot comprovar. D'altra banda, hi ha discussions entre experts per a molts altres topònims; per exemple, segons molts autors, Guissona (Segarra) prové del llatí Iesso, però Joan Coromines sosté que prové del germànic Wizo (nom de persona), i altres autors diuen que prové de l'àrab Aixuna (nom de persona).

## Història de la toponímia
Encara que l'aparició de la toponímia com a ciència és molt recent, ja des de l'antiguitat molts autors van sentir curiositat d'esbrinar l'origen d'alguns topònims importants, i van recollir les explicacions que molt sovint la tradició oral els donava. Així, era molt comú en temps antics atribuir el nom d'una ciutat, o fins i tot d'un país, a un personatge llegendari, com ara Roma de Ròmul i Atenes d'Atena, etc. En la mitologia grega, és molt habitual trobar personatges que suposadament van donar nom a tot un territori (Àsia, Europa, Egipte…), tot i que en realitat va ser al revés.
A vegades, el topònim no es feia derivar del nom de personatges sinó d'un episodi relacionat. Com a exemple, el cas de la fundació llegendària de Barcelona per Hèrcules. Segons una tradició tardana (no documentada en textos antics), durant la realització d'un dels seus dotze treballs, la flota de l'heroi va ser sorpresa per una tempesta que en va destruir la major part; només se’n va salvar la novena nau (barca nona), i per commemorar aquest fet Hèrcules va fundar la ciutat de Barcelona allà on va desembarcar.
Aquesta tradició va continuar al llarg de l'edat mitjana fins a arribar al Renaixement, en què encara molts erudits utilitzaven jocs de paraules per a explicar l'origen d'uns i altres topònims. Els seus principals errors van avalar relats d'origen popular, sense cap base lògica, sense tenir en compte detalls importants com les formes antigues dels noms de lloc, la llengua d'on venien i l'evolució fonètica i morfològica posterior.
L'estudi científic dels topònims, amb autèntics criteris filològics, no es va iniciar a Europa, en països com França i Alemanya, fins a la fi del segle xix. A Catalunya, van ser decisius els estudis publicats al Butlletí de Dialectologia Catalana, sota la tutela de l'Institut d'Estudis Catalans. Posteriorment, cal destacar la fundació, l'any 1980, de la Societat d'Onomàstica, i la publicació de l'Onomasticon Cataloniae a cura de l'insigne Joan Coromines. Fora de Catalunya, s'ha de destacar la feina d'autors com Ramón Menéndez Pidal a Espanya i Albert Dauzat a França. En canvi, fora d'Europa, a Amèrica, Àsia i Àfrica, no hi ha hagut un gran desenvolupament dels estudis de toponímia, de manera que hi ha un gran desconeixement sobre els orígens de molts topònims.

## Estudiosos de la toponímia catalana
La toponímia catalana ha inclòs força estudiosos, entre els quals destaca Joan Coromines, autor de l'Onomasticon Cataloniae; i altres autors, com Enric Moreu-Rey (que ha estudiat tots els territoris de llengua catalana), Ramon Amigó (Catalunya, sobretot el Camp de Tarragona i comarques adjacents, però també el Ripollès), Joan Tort (Catalunya, sobretot el Camp de Tarragona), Juli Moll (tots els territoris de parla calana); Lluís Basseda, autor de Toponymie historique de Catalunya Nord (Catalunya del Nord), Joan Becat (Catalunya del Nord), Joan Peytaví (Catalunya del Nord), Àlvar Valls (Andorra), autor del Diccionari enciclopèdic d'Andorra (2007), Ramon Ganyet (Andorra), coautor del llibre Valls d'Andorra. Geografia i diccionari geogràfic (1977), Bonaventura Adellach (Andorra), coautor del llibre Valls d'Andorra. Geografia i diccionari geogràfic (1977), Míquel de Epalza (sud del País Valencià, expert en toponímia aràbiga), Aigües Vives Pérez (tècnica lingüística de la Generalitat Valenciana), Emili Casanova (País Valencià), Cosme Aguiló (Mallorca), Gabriel Bibiloni (Illes Balears i Pitiüses en general; aquest professor de la Universitat de les Illes Balears és autor del nomenclàtor de les Illes), Josep Mascaró Passarius (Menorca), Enric Ribes i Marí (Eivissa i Formentera), Albert Turull (Universitat de Lleida; ha estudiat sobretot la Segarra i el Pallars Sobirà), Joan Anton Rabella (Universitat de Barcelona i Institut d'Estudis Catalans) i Josep Moran (Universitat de Barcelona i Institut d'Estudis Catalans). Aquests dos darrers treballen a l'Oficina d'Onomàstica de l'Institut d'Estudis Catalans i són els que han fet la revisió lingüística del Nomenclàtor oficial de toponímia major de Catalunya.
També existeix la Societat d'Onomàstica, que treballa per a l'estudi dels topònims i antropònims catalans.

## Classificació dels topònims
Els topònims poden classificar-se en:
- Noms basats en habitants[2]
- Noms basats en tipus d'habitatge. Es subdivideixen en dos grups:[3]
  - Els estrictament basats en habitatges.
  - Els basats en zones de finques.
- Noms basats en elements de la natura.[4] Inclou els noms que són basats en tipus d'habitatge que originalment es referien a elements de la natura.[5]

## El sufix (-tània) en macrotoponímia
Vegeu l'article principal -tania
El sufix -tània o -etània denota un territori o regió a la península Ibèrica i fins i tot fora d'ella. El gentilici és «-tà», «-tana», «-tans», «-tanes». Té el seu origen històric a la Ibèria prerromana. El seu origen etimològic és discutit pels lingüistes. Hom proposen tres hipòtesis: Una vinculació amb les llengües celtes, a les quals l'arrel *tan o *taín vol dir departament o regió. Una combinació de l'arrel èuscara *eta amb l'arrel llatina *nia utilitzat a topònims (com Romania, Hispània, Alemània). Una tercera relaciona aquest sufix amb el berber *ait.